# Městské muzeum ve Dvoře Králové nad Labem
Městské muzeum ve Dvoře Králové nad Labem je městská muzejní instituce, která sídlí ve Dvoře Králové nad Labem. Zřizovatelem muzea je město Dvůr Králové nad Labem. Sídlí ve Sladkovského ulici v prostorách tzv. Kohoutova dvora. Sbírka je od roku 2002 evidována v Centrální evidenci sbírek (CES) Ministerstva kultury ČR. Současnou ředitelkou muzea (2025) je Ing. Mgr. Alexandra Jiřičková.

## Historie muzea
Historie muzea sahá do roku 1891. Z té doby pochází zápis, kdy městská rada vydala prohlášení o jeho založení. Dne 14. listopadu 1891 byl zapsán první předmět – obrázek Vzkříšení Páně malovaný na skle z roku 1604. Dárcem byl jirchář Jan Ryšavý. V 1. polovině 90. let 19. století byla na radnici vyčleněna místnost pro sběr historických artefaktů. V roce 1896 byly tyto předměty přesunuty do budovy gymnázia. V roce 1897 obecní zastupitelstvo schválilo návrh o správě muzea a specifikaci jeho hlavních úkolů. Obec zvolila osm členů muzejního kuratoria s tím, že předsedou se stal c. k. soudní rada Antonín Schulz, jednatelem a místopředsedou gymnaziální učitel Jan Kropáček, pokladníkem pracovník místní záložny Jan Babáček a kustodem gymnaziální učitel Tomáš Halík.
Veřejnosti byly sbírky představeny až v roce 1923 v budově staré radnice. Muzeum prostory sdílelo s městských archivem. V první expozici byla zbrojnice, obrazárna, místnost přírodopisu, místnost slavných rodáků, místnost tkalcovství a plátenictví anebo konšelský sál, kde byly vystaveny významné listiny. Po Antonínu Schulzovi v čele kuratoria stanul Bedřich Söllner.
Ihned po druhé světové válce se muzeum přestěhovalo do vily továrníka Richarda Neumanna. V součinnosti s pracovníky muzea začala v tomto místě a jeho okolí vznikat zoologická zahrada. V letech 1965–1969 sdílelo Městské muzeum prostory s Textilním muzeem, které vzniklo po Textilní a krajinské výstavě v roce 1936. Po roce 1969 byla vila ponechána pro účely zoologické zahrady a obě muzea se musela vystěhovat. Pro městské muzeum se začal upravovat areál Kohoutova dvora, textilní muzeum se přestěhovalo do České Skalice. Od poloviny 70. let 20. století Městské muzeum ve Dvoře Králové nad Labem sídlí v prostorách Kohoutova dvora.

## Kohoutův dvůr
Prostor Kohoutova dvora, kde městské muzeum sídlí, byl vystavěn v roce 1738 jako uzavřený zemanský dvůr. Usedlost nechal postavit Anasthasius Berger, úředník hraběte Františka Antonína Šporka pro potřeby panství. Původně obytnou budovu a špýchar spojuje pískovcový barokní portál s třemi sochami. Tyto sochy pocházejí z dílny Matyáše Bernarda Brauna a symbolizují Pannu Marii, sv. Jana Nepomuckého a Jana Evangelistu. Své jméno dvůr dostal podle Aloise Kohouta, který jej vlastnil od 40. let 19. století.
Od roku 1964 je Kohoutův dvůr na seznamu kulturní památek.
Kohoutův dvůr slouží muzejním účelům od roku 1975. Muzejní budova byla otevřena po rekonstrukci v letech 1972–1975 výstavou Ruské malířství 19. století. Z původního zemanského dvora se dodnes zachovala hlavní budova, špýchar a konírna. V hlavní budově jsou umístěné expozice o historii města a výrobě ozdob. Ve špýcharu se nachází umělecká expozice a přednáškový sál.

## Sbírka
Sbírka Městského muzea ve Dvoře Králové nad Labem je rozdělena na čtyři podsbírky. Jedná se o historickou podsbírku, v níž jsou zastoupeny předměty dokumentující převážně 19. a 20. století jako například lidový nábytek, řemeslné nástroje, výtvarné umění, militaria a technika. Dále je to numizmatická podsbírka, spravující mince a papírová platidla z českých zemí, ale také medaile, vyznamenání a odznaky. Fotografická podsbírka dokumentuje především 20. století v regionu a čítá fotografie, diapozitivy, negativy, filmy, videokazety, obrazové a zvukové záznamy. Čtvrtou a poslední podsbírkou jsou písemnosti a tisky, které zahrnuje mnoho významných předmětů. Jedná se například o tisky ze Šporkovy knižnice v Kuksu, kancionál z roku 1577 nebo latinský žaltář Dvora Králové z roku 1592.
Ke konci roku 2023 bylo ve sbírkách Městského muzea ve Dvoře Králové nad Labem evidováno celkem 46 031 sbírkových předmětů.

## Stálé expozice
Městské muzeum ve Dvoře Králové nad Labem nabízí návštěvníkům tři stálé expozice v areálu Kohoutova dvora: Tradice výroby vánočních ozdob, Historie města Dvora Králové a textilní průmysl na Královédvorsku a Křížová cesta. samostatně se pak nachází Expozice textilního tisku.

### Tradice výroby vánočních ozdob
Expozice je rozdělena na dvě části. První část se věnuje výrobnímu procesu perličkových i foukaných ozdob. Druhá část nabízí vzorkovnu ozdob přímo z Královédvorska, a to od prvorepublikových ozdob po ty současné.

### Historie města Dvora Králové a textilní průmysl
Jedná se o největší expozici královédvorského muzea. Věnuje se milníkům v dějinách města a zvlášť také 20. století ve Dvoře Králové nad Labem. Představuje také dějiny textilní výroby na Královédvorsku. Součástí expozice je rytecká dílna, následuje prohlídka technologickými postupy textilního tisku a vše končí u historie textilních továren.

### Křížová cesta
Umělecká expozice ve špýcharu představuje cyklus barokních olejomaleb královédvorského rodáka Jana Václava Bergla. který jej zhotovil pro kostel sv. Jana Křtitele. V 90. letech 20. století byly obrazy zrestaurovány a trvale umístěny v prostorách muzea.

## Knihovna
Městské muzeum ve Dvoře Králové nad Labem spravuje knihovnu. Knihovna muzea plní také funkci regionální knihovny. Ke konci roku 2023 knihovní fond obsahoval bezmála 6000 jednotek.

## Návštěvnost
| Rok  | Počet návštěvníků |
| ---- | ----------------- |
| 2003 | 7 879             |
| 2004 | 6 845             |
| 2005 | 13 583            |
| 2006 | 10 052            |
| 2007 | 9 573             |
| 2008 | 8 039             |
| 2009 | 8 124             |
| 2010 | 8 567             |
| 2011 | 9 857             |
| 2012 | 4 246             |
| 2013 | 4 975             |
| 2014 | 5 966             |
| 2015 | 4 546             |
| 2016 | 4 986             |
| 2017 | 6 514             |
| 2018 | 5 070             |
| 2019 | 6 044             |
| 2020 | 4 768             |
| 2021 | 4 482             |
| 2022 | 7 158             |
| 2023 | 7 018             |
| 2024 | 10 848            |